# NGC 5027
NGC 5027 (również PGC 45936 lub UGC 8297) – galaktyka spiralna z poprzeczką (SBb), znajdująca się w gwiazdozbiorze Panny. Odkrył ją John Herschel 17 kwietnia 1830 roku.